# سفارة البرتغال في البرازيل
سفارة البرتغال في البرازيل هي أرفع تمثيل دبلوماسي لدولة البرتغال لدى البرازيل. تقع السفارة في برازيليا وهي تهدف لتعزيز المصالح البرتغالية في البرازيل.

## وصلات خارجية
- قائمة سفارات البرتغال
- قائمة السفارات في البرازيل